# 築城町
築城町（ついきまち）は、福岡県北東部に位置していた築上郡の町である。
2006年1月10日、椎田町と対等合併し築上町が発足、自治体としての築城町は消滅した。現在は築上町の西側に組み込まれる。町役場は築上町役場築城支所として業務を行っている。
以下、消滅前日までの情勢を記す。

## 地理
福岡県北東部に位置し、南北に細長い町域を有する。町の最北部にある築城駅前を中心に、市街地を形成しており、市街地から少し離れた所に航空自衛隊築城基地がある（基地自体は隣の椎田町に含まれる）。南部は山地となっており、冬季に強い寒波が流れ込んだ時は、山間部は大雪に見舞われる事があり、町内市街地では数センチ程度の積雪であっても山間部は30センチ以上の積雪になることもある。

### 生活
行橋市と隣接している事から豊前市や中津市よりも行橋市との結びつきが強く、市外局番も (0930) で行橋市、京都郡（苅田町の一部を除く）と同一である。ショッピングに関しては、築上町（旧椎田町）のルミエール（旧ロジャース）や行橋市のゆめタウン行橋、丸和行橋サンパルなどのショッピングセンターが利用されることが多い。また築城町中心部から行橋市までは、車で10分程である。中津市までは約30分である。
また北九州市との関係も密接で北九州都市圏に属し、10％通勤圏内であり北九州市方面に通勤・通学する人が非常に多い。築城駅から北九州市小倉駅までは、普通列車で約40分。快速列車では約30分である。
また、隣接する椎田町との関係も密接である。

### 河川
- 城井川

### 山地
- 国見山

## 歴史
- 1955年（昭和30年）4月1日 - 築上郡築城村、下城井村、上城井村が合併し、町制施行して築城町が発足。
- 2006年（平成18年）1月10日 - 椎田町との対等合併により築上町が発足。自治体としての築城町は消滅した。

## 市町村合併関連
当初は行橋市、犀川町、勝山町、豊津町、椎田町との京築1市5町で合併協議を進めていたが、2003年11月の築城町議会で住民から出された豊前市、椎田町の豊築1市2町合併協議会設置案が可決。築城町は京築1市5町合併協議会からの離脱を表明し、京築1市5町合併協議会は解散した。
その後、豊前市、椎田町との合併を協議していたが、椎田町で行われた住民投票の結果が反対多数だったため合併協議会は解散した。そののち椎田町と合併協議会を発足させ、わずか1週間で全協議を了承、2006年1月に築上町を発足させた。
京築1市5町合併協議会を発足させる前に築城町と椎田町で行われた、住民アンケートでは行橋市との合併に賛成が多かった事から、豊前市との合併には賛成派同様に反対派も多いとみられ、将来的に行橋市との合併を望む声も根強い。

## 行政
- 町長：有本重隆（最終代）

### 警察
豊前警察署管内
- 築城駅前交番
- 本庄駐在所

## 地域

### 教育

#### 高等学校
- 福岡県立築上西高等学校

#### 中学校
- 築城町立築城中学校

#### 小学校
- 築城町立築城小学校
- 築城町立下城井小学校
- 築城町立上城井小学校

#### 特別支援学校
- 築城養護学校

## 交通

### 鉄道
- 九州旅客鉄道（JR九州）
  - 日豊本線
    - 築城駅

### バス
- 太陽交通
  - 行橋市 - 築城町
  - 豊津町 - 築城町

### 道路
- 国道10号
- 東九州自動車道 ： 築城インターチェンジ